# Vallemarina
Vallemarina è una frazione del comune di Monte San Biagio nella provincia di Latina nel Lazio meridionale.

## Geografia fisica

### Territorio
La frazione Vallemarina (detta anche Valle Marina) dista 3,68 chilometri dal medesimo comune di Monte San Biagio di cui essa fa parte.

### Clima
Classificazione climatica: zona C, 1319 GR/G

## Storia
In pianura, lungo la Via Appia, va ricordatala "Portella", dogana di confine del Regno di Napoli, da cui partiva una "terra di nessuno" che si estendeva per un paio di chilometri fino all'altra posta di confine (questa pontificia) "Epitaffio". In contrada Vallemarina si trovano diversi mausolei di età romana tra cui quello detto "dell'Imperatore Galba", al quale Monte San Biagio si onora di aver dato i natali.
Il confine tra lo Stato Pontificio e il Regno di Napoli era segnato dalla costruzione detta Epitaffio, qualche chilometro dopo la città di Terracina. Dopo due chilometri di territorio, la terra di nessuno, si giungeva all’altro confine, un edificio presso la località Portella, in territorio di Monte San Biagio. Fu costruita, insieme alla gemella Torre del Pesce o di San Leonardo, "d’ordine di Sisto V e di Clemente VIII” e realizzate dall’architetto Giovanni Fontana, fratello del più noto Domenico. L’Epitaffio prende il nome da una lapide fatta affiggere nel 1568 dal viceré di Napoli Perafan di Alcalà, su una tomba, forse romana. Di seguito la traduzione “Regnando Filippo II il cattolico, essendo il duca di Alcalà, Perafan, viceré (di Napoli). Ospite, qui sono i confini del Regno di Napoli. Se vieni da amico troverai tutto tranquillo e, eliminati i cattivi costumi, buone leggi. 1568”.

## Monumenti e luoghi d'interesse

### Architettura religiosa
Chiesa di San Giuseppe Lavoratore
Mausoleo di Sergio Galba
Cimitero comunale di Monte San Biagio

### Architettura
Torre dell'Epitaffio
Campo sportivo "La Vascozza"
Piazza "Padre Biagio"
Galleria "Montorso"

### Altro
Fontana di Cervellone
Fontana Ponte Passaggio

### Aree naturali
- Parco naturale regionale Monti Ausoni e Lago di Fondi

## Società

### Evoluzione demografica
La frazione di Vallemarina conta al 2024 circa 2700 abitanti

## Cultura

### Istruzione

#### Scuole
- Scuola elementare "Caduti di Nassiria"

### Cucina
Notevole la tradizione gastronomica.Ottime le salsicce di Monte San Biagio e gli asparagi selvatici.
Vallemarina è anche zona ricca di vingneti da cui si ricava ancora il famoso moscato celebrato con una sagra nel mese di Settembre, denominata "Festa del Moscato"
Importante anche la presenza della quercia da sughero che trova nella sughereta di San Vito, una delle rarissime zone di produzione al di fuori della Sardegna e che rende il paesaggio simile a un bosco della Gallura. 

## Infrastrutture e trasporti

### Strade
La frazione è raggiungibile dalla Strada Statale 7 Via Appia che collega Vallemarina a Latina e Roma.

### Ferrovie
Vallemarina ha una stazione ferroviaria, lungo la Ferrovia Roma-Formia-Napoli.

### Mobilità urbana ed extraurbana
La rete di trasporto comunale è gestita da Ronci Europa Viaggi, con corse che interessano tutte le frazioni e la Stazione di Monte San Biagio-Terracina Mare.
Il trasporto extraurbano è gestito da Cotral che effettua corse per tutta la provincia, fino a Latina, Formia e Cassino.

## Sport

### Calcio
- Polisportiva Vallemarina (non più attiva)
- Real Vallemarina (non più attiva)

### Impianti sportivi
- Campo sportivo "La Vascozza"